# Arytainilla serpentina
Arytainilla serpentina är en insektsart som beskrevs av Percy 2003. Arytainilla serpentina ingår i släktet Arytainilla och familjen rundbladloppor. Inga underarter finns listade i Catalogue of Life.